# Campoplex leucoraphis
Campoplex leucoraphis là một loài tò vò trong họ Ichneumonidae.